# Senja (comune)
Senja è un comune norvegese della contea di Troms.